# Fuad Stephens
Fuad Stephens, né le 14 septembre 1920 à Kudat et mort le 6 juin 1976 à Kota Kinabalu, est un homme politique malaisien qui est le premier Ministre en chef de Sabah entre septembre 1963 et décembre 1964. Il est réélu en avril 1976 jusqu'en juin 1976.